# Charles-Bernard Desormes
Charles-Bernard Desormes (* 3. Juni 1777 in Dijon; † 30. August 1862 in Verberie, Département Oise) war ein französischer Chemiker und Physiker.
Desormes studierte ab ihrer Gründung 1794 an der École polytechnique und arbeitete danach dort als Repetitor (unter Guyton de Morveau, bis 1804) und Präparator. 1801 traf er Nicolas Clément (1779–1841), mit dem er bis 1824 eng zusammenarbeitete und der sein Schwiegersohn und Freund wurde. Mit Clément und Joseph Montgolfier gründete er 1804 eine chemische Fabrik in Verberie und verließ deshalb die École polytechnique. Er war mehrfach Bürgermeister von Verberie (zuerst ab 1821).
1819 bestimmt er mit Clément das Verhältnis der spezifischen Wärmen von Gasen, siehe Experiment von Clément-Desormes. Beide setzten auch die von Bernard Courtois begonnenen Untersuchungen von Jod-Verbindungen fort (veröffentlicht 1813). Sie bestimmten die chemischen Reaktionen beim Bleikammerverfahren der Herstellung von Schwefelsäure und bestimmten die Zusammensetzung von Schwefelkohlenstoff und Kohlenmonoxid. 1826 beschrieben sie das Aerodynamische Paradoxon.
Außer mit Clément veröffentlichte er nur drei Arbeiten 1801 bis 1804 über Voltasche Säulen, kurz nach deren Bekanntwerden in Frankreich.
Seit 1808 war er korrespondierendes Mitglied der Bayerischen Akademie der Wissenschaften. 1819 wurde er korrespondierendes Mitglied der Académie des sciences. Seinem engen Mitarbeiter Clément (der im Wesentlichen Autodidakt war) blieb diese Ehre verwehrt.
Nach der Revolution 1830 wandte er sich der Politik zu, wurde conseiller général des Department Oise, unterlag 1834, 1837 und 1842 als Kandidat für die Nationalversammlung für Oise, in die er 1848 gewählt wurde. Er gründete die Zeitschrift Revue de l’Oise (später Progrès de l’Oise).

## Schriften
- Considérations sur les routes en général et sur celles du département de l’Oise, Senlis, 1834
- Des impôts, Senlis, 1851